# سرنوشت در را میکوبد
سرنوشت در را می‌کوبد فیلمی ایرانی به کارگردانی حسن شیروانی و محصول سال ۱۳۳۳ است.

## خلاصه داستان
مهندسی که خانوادهٔ کوچک و خوشبختی دارد به سفر می‌رود. مرد بدطینتی که چشم طمع به «فروغ» همسر مهندس دارد، در غیاب شوهر زن را فریب می‌دهد و چنین وانمود می‌کند که فروغ با او رابطه دارد. مهندس در بازگشت به خانه پس از اطلاع از این موضوع همسرش از از خود می‌راند و خود افسرده، تنها و بی‌هدف زندگیش را دنبال می‌کند. پس از یک سلسله حوادث سرانجام حقیقت آشکار شده، مرد بدطینت به سزای اعمالش می‌رسد و خانواده یکبار دیگر شکل می‌گیرد.

## منبع
1. ↑  «سرنوشت در را می‌کوبد». وبگاه سوره سینما.